# Espartales
Espartales es un barrio residencial de 230 hectáreas perteneciente al distrito IV de Alcalá de Henares, en la Comunidad de Madrid,y habitado por 33.429 personas en 2016, siendo uno de los más jóvenes del municipio.

## Historia
Erigido sobre estepas cerealistasa ambos márgenes del histórico camino de Camarma (que hoy conforma el eje de la avenida Benito Pérez Galdós con la calle Rosalía de Castro) el proyecto inicial se licitó en 1993, iniciándose su construcción en 1997, con el desarrollo de Espartales Sur,que constituyó el primer barrio situado al norte de la circunvalación de la  A-2   a su paso por el municipio, haciendo necesaria la construcción sobre la misma del Puente de Espartales, de 115 metros de vano y casi 300 de longitud total.
Los casi dos kilómetros de la avenida Gustavo Adolfo Bécquer que inicialmente delimitaban la frontera exterior del barrio pasaron a convertirse en su ecuador con el surgimiento de la segunda fase constructiva, Espartales Nortea partir de 2007compuesta de 3.990 viviendas, un 83% de protección pública,que se expandió desde dicha vía hacia el nordeste hasta el antiguo camino de Prado Carnicero, fase ésta que se vio golpeada en sus inicios por la crisis inmobiliaria, que provocó que todavía hoy (2024) existan algunas parcelas en construcción, aún cuando el consorcio se dio por liquidado en junio de 2022.

## Identidad
Gracias a sus amplias avenidas, dotaciones y arbolado es considerado el desarrollo urbanístico de proporciones más humanas de la ciudad, siendo también uno de los más alejados del centro. Como en el resto del distrito, destaca por la juventud de su población respecto a la media de la localidad, con mayor presencia infantil y juvenil y muy inferior de edad avanzada. Las iniciales carencias dotacionales y problemas de convivencia con determinadas minorías propiciaron un importante movimiento asociativo y vecinal, que aún perdura y que ha permitido que en ambos aspectos se disfrute hoy de niveles parejos al resto del municipio. Abundan los carriles bici, parques infantiles y las calles de uso exclusivo peatonal, si bien la vida pública escasea debido a la propia configuración de las urbanizaciones (diseñadas en muchas ocasiones de espaldas a la calle y con escasez de locales comerciales) y a las exigencias de jornada de una población joven y paritariamente trabajadora.[cita requerida]

## Geografía

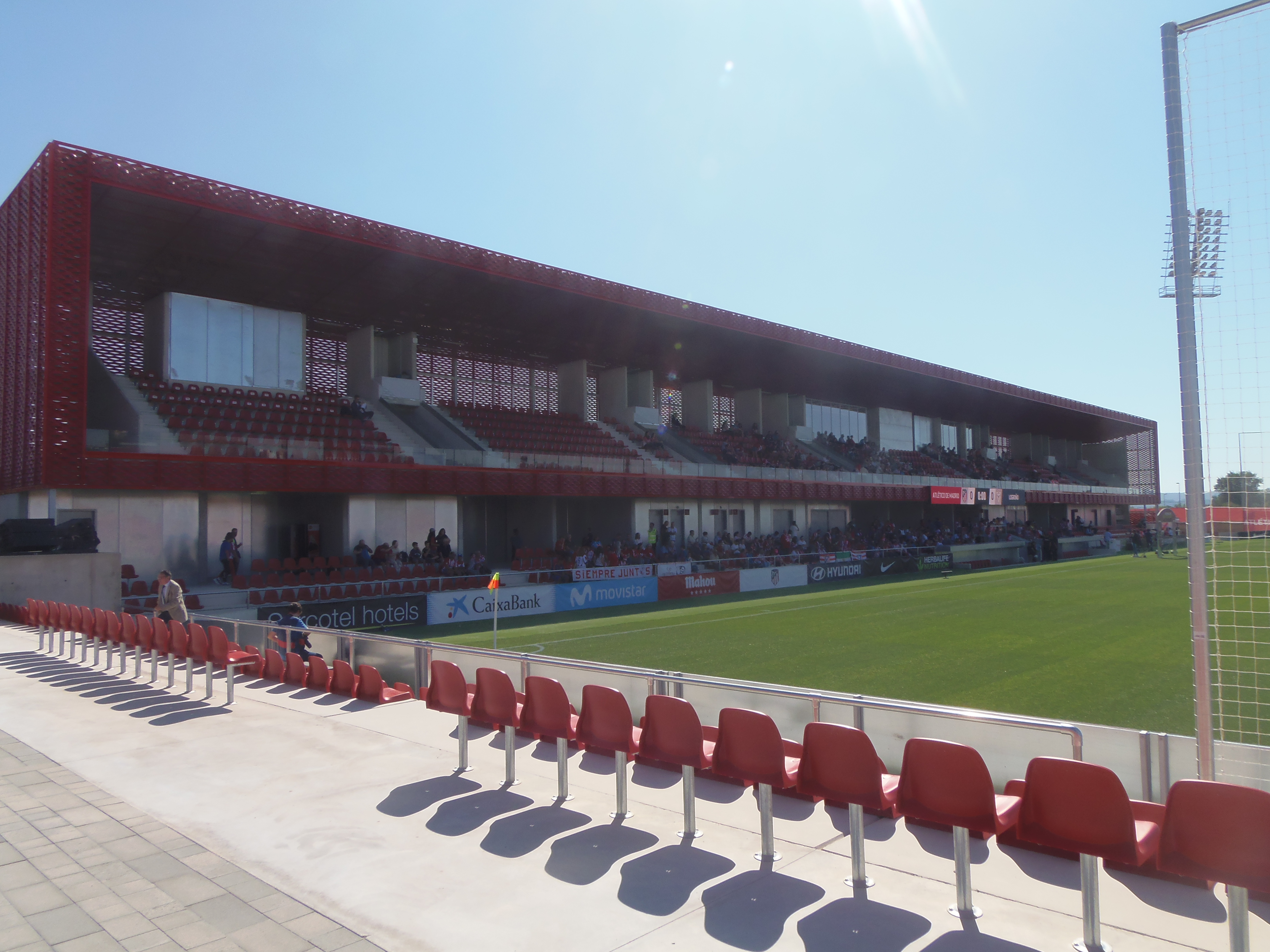
Ciudad deportiva del Atlético de Madrid en Espartales

Predominan en ambas zonas los amplios bulevares con abundancia de arbolado bordeados por urbanizaciones de perímetro cerrado, (de un máximo de cuatro alturas en la zona sur) dotadas de servicios privados como jardines, piscinas, parques infantiles, aparcamientos y pistas deportivas, existiendo en menor medida chalets adosados.[cita requerida] La toponimia de las calles hace referencia a escritores españoles y en su parte más septentrional a monarcas de la Corona de Castilla. Tras la regularización de la colonia Pico Valsarón se asignaron a sus calles nombres de plantas aromáticas. Finalmente, dos de las avenidas principales al norte se dedicaron a las víctimas del terrorismo y al asesinado por ETA Miguel A. Blanco.

### Norte
El barrio se erige frente al Humedal del Sueño, bastante degradado, que forma parte de la Z.E.P.A. denominada ES0000139 de los ríos Jarama y Henares donde se encuentran al menos 28 especies de aves protegidas, (incluyendo algunos ejemplares avutarda común). Mas al norte se encuentra la  R-2  (a la altura del km. 28, sin salida directa) y la vía trashumante Cañada Galiana. En el extremo noroeste se localiza la finca "El Alamillo" y la zona de "Pico Valsaron", enclaves a ambos lados del histórico Camino de Camarma.

### Oeste

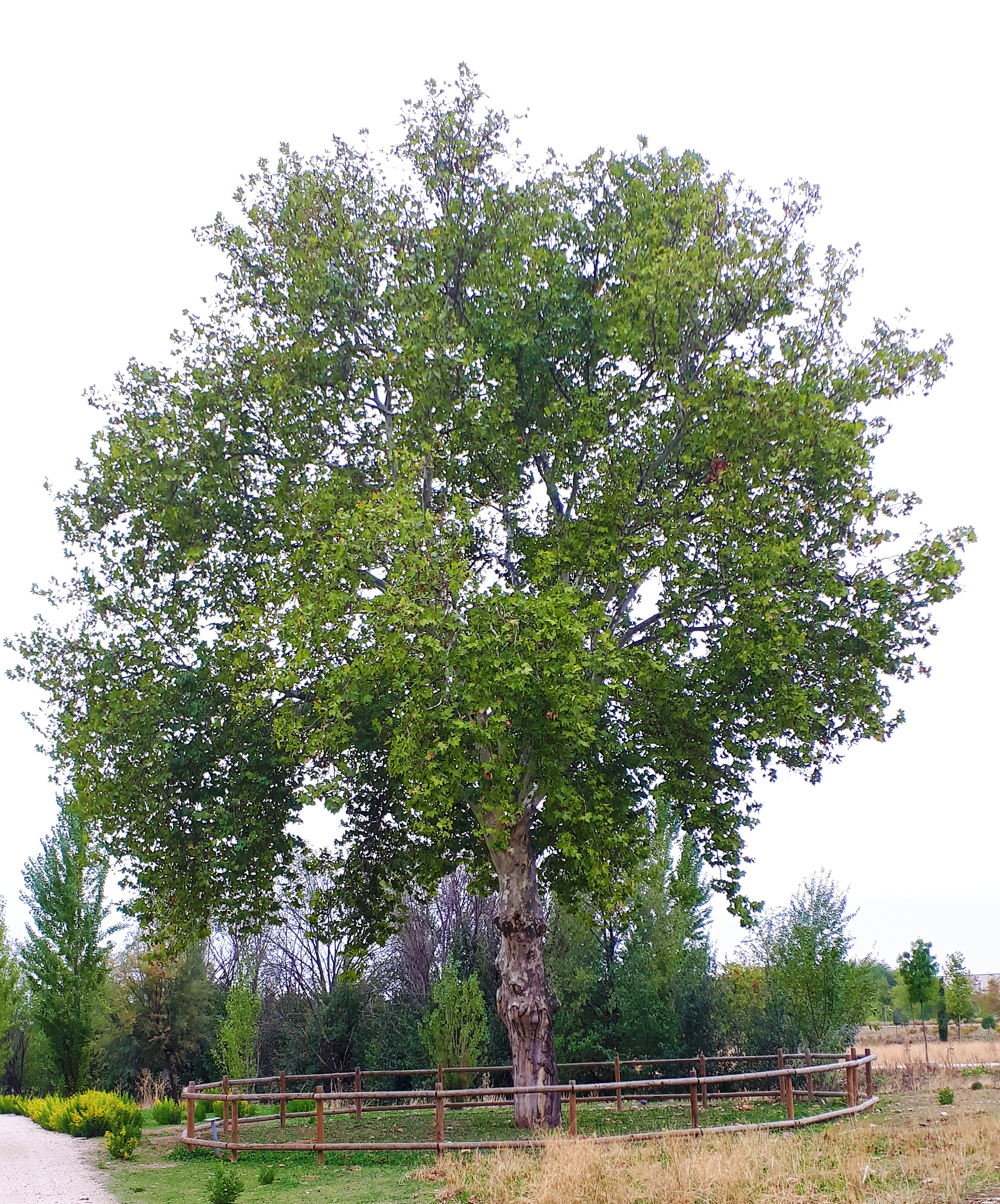
Platanus Hispanica en el Gran Parque de Espartales, con el reconocimiento de árbol de interés local.

Hasta alcanzar la carretera  M-119 , se crea el Gran Parque de Espartales, un parque natural reforestado que pretende recuperar la anterior ribera del arroyo antes de su entrada a Alcalá y que con 40 hectáreas de extensión se erige desde entonces como gran pulmón verde alcalaíno. Por el parque discurre la primera etapa del Camino de Santiago Complutense, albergando además uno de los árboles de interés local en el patrimonio natural de la ciudad. Se licita asimismo en 2024 transformar en un bulevar (que se denominará Avenida de Camarma) los dos kilómetros de carretera en ese margen oeste del parque para servir de conexión con el nuevo barrio vecino de Las Sedas. 

### Sur
La Autovía del Nordeste o  A-2   delimita en su km. 30 el sur del barrio. En sus inmediaciones se encuentran las principales zonas de comercio: los centros comerciales Carrefour y Alcalá Atenea. La unión con el barrio del Ensanche se realiza a través de tres conexiones: en la   M-119  (exclusiva de vehículos), en la Avenida de los Jesuitas (que sobrevuela sin enlazar con la autovía) y fundamentalmente en el Puente de Espartales, a cuyas glorietas Alfonso XII y José de Espronceda se conectan hasta 13 ramales de circulación, constituyendo el principal nudo viario. Al puente se agregó años después de su construcción una barrera exterior plástica para guarecer de los vientos a los peatones, aunque por colmarla de publicidad hubo de ser sustituida a instancia de Fomento. El puente es famoso por el rigor de su intemperie en cualquier época del año, sin que se le haya conseguido dotar ni de sombra ni de la mínima barrera de separación entre vehículos y viandantes que la prudencia exige.

### Este
Limita con la Residencia Francisco de Vitoria (una de las residencias de la tercera edad más antiguas y más grandes de España), con la ciudad deportiva del barrio y la urbanización "Ciudad 10".

## Sanidad

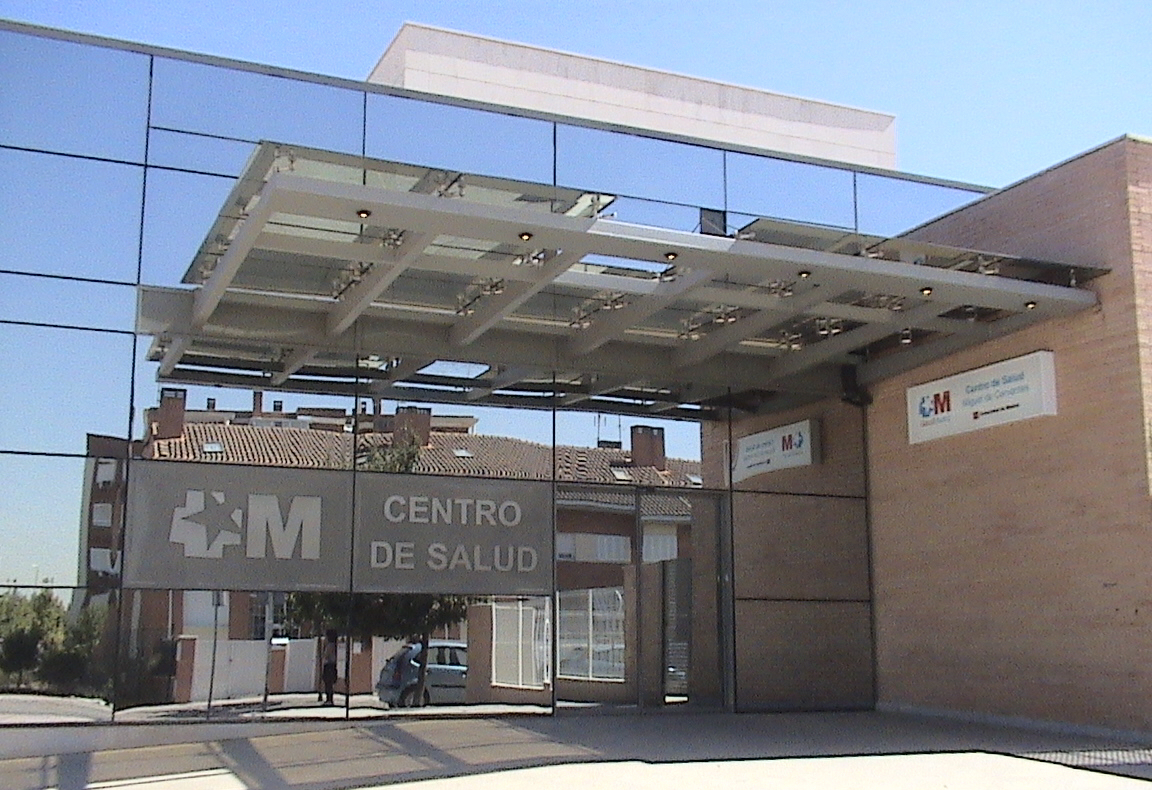
Centro de Salud Miguel de Cervantes.

En la avenida Gustavo Adolfo Bécquer se sitúa el Centro de Salud Miguel de Cervantesque presta servicio a los barrios de Espartales, Ciudad 10, Campus Universitario, y Ensanche. Ofrece atención sanitaria de Medicina de Familia, Pediatría de Atención Primaria, Enfermería Comunitaria, Fisioterapia, Matrona, y Odontología y servicios sociales mediante un Trabajador Social. La plantilla profesional está formada por 14 médicos de familia, 5 pediatras, 14 enfermeras, 2 fisioterapeutas, 2 matronas, 1 odontólogo, 1 trabajador social, 7 auxiliares administrativos, 1 auxiliar de enfermería, y 1 auxiliar de odontología. La asistencia se ofrece de lunes a viernes, en horario de 08:00 horas a 21:00 horas. Abrió sus puertas el 26 de junio de 2001, inicialmente en un módulo prefabricado, para inaugurarse el 16 de noviembre de 2006 el edificio actual, sobre una superficie de 2.600 m² 
Junto a Mercadona, el Centro de día de soporte social Espartales Sur, dirigido a personas con enfermedad mental que presentan una mayor dependencia y necesidad de apoyo psicosocial, abrió sus puertas en marzo de 2011 con capacidad para 30 pacientes.
Frente al barrio, al otro lado de la autovía, el Centro de Especialidades Francisco Díaz y a menos de 2 km el Hospital Universitario Príncipe de Asturias.

## Educación

### Infantil
- Escuela Pública Infantil Los Molinos [23]
- Escuela Infantil Nemomarlin[24]
- Centro de Atención a la Infancia Espiral[25]

### Primaria
- El Centro de Educación Primaria bilingüe Espartales,[26] abierto en 2000, imparte educación infantil y primaria, y desde 2022 primer ciclo de infantil (0 a 3 años).

### Secundaria
- El Instituto Lázaro Carreter,[27] establecido en 2011, de modernas instalaciones presta enseñanza de ESO y bachillerato.

### Universidad
- A 500 metros se ubica el Campus Científico-Tecnológico[28] de la 'Universidad de Alcalá de Henares', donde se desarrollan los estudios de Ciencias, Ciencias de la Salud e Ingenierías.

## Cultura

### Centros
En 2018 se inaugura el Centro Cultural La Galatea que dispone de biblioteca pública con un fondo 6.800 libros y folletos, 40 puestos de atención, (18 para adultos y 22 para infantil/juvenil) una superficie de 125 m² y diversas salas de usos múltiples, sobre las que pivotan las actividades culturales del barrio. 
En febrero de 2023 abre el espacio sociocultural El Remolino en la zona norte.

### Monumentos

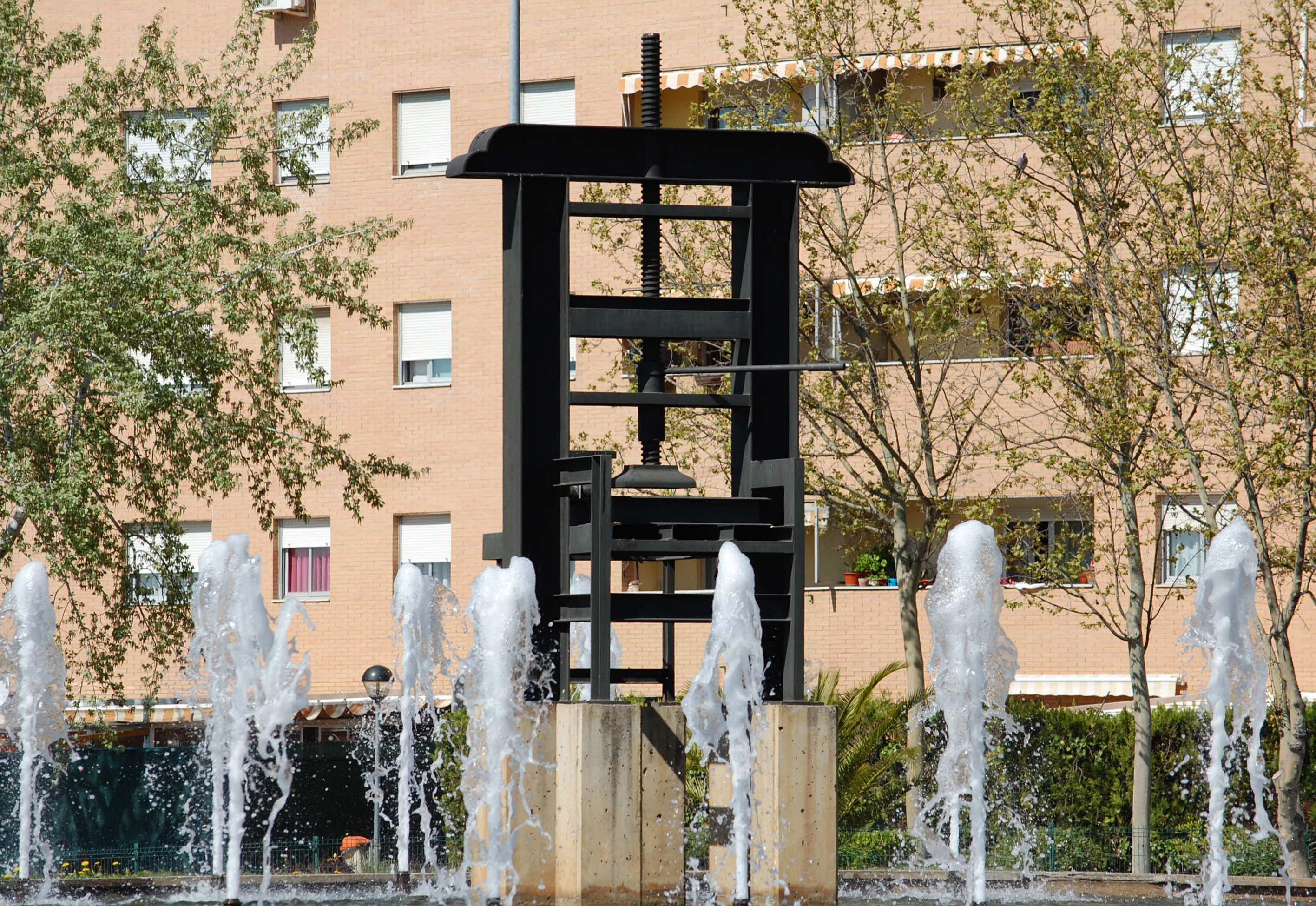
Monumento a los Impresores de Alcalá, en la Plaza Alfonso XII

Frente al Puente de Espartales, en la plaza de Alfonso XII y con el patrocinio tanto del Consistorio como de Carrefour, se erigió el Monumento a los Impresores de Alcalá, que rinde homenaje a los históricos impresores de la ciudad desde el siglo XVI a la actualidad. La escultura representa una prensa tradicional rodeada de una fuente ornamental en donde se elevan numerosos chorros de agua. En una placa junto a la rotonda (hoy desaparecida)se detallaban algunos de los estos destacados impresores.
En la plaza Juan II se erige un huecograbado monumental representando el plano de Espartales Norte,realizada en acero corten. 
En el inicio de la avenida Gustavo Adolfo Bécquer, frente al centro deportivo del Atlético, se erigió un pequeño monolito conmemorativo del momento de inicio de las obras de urbanización. 

## Deportes

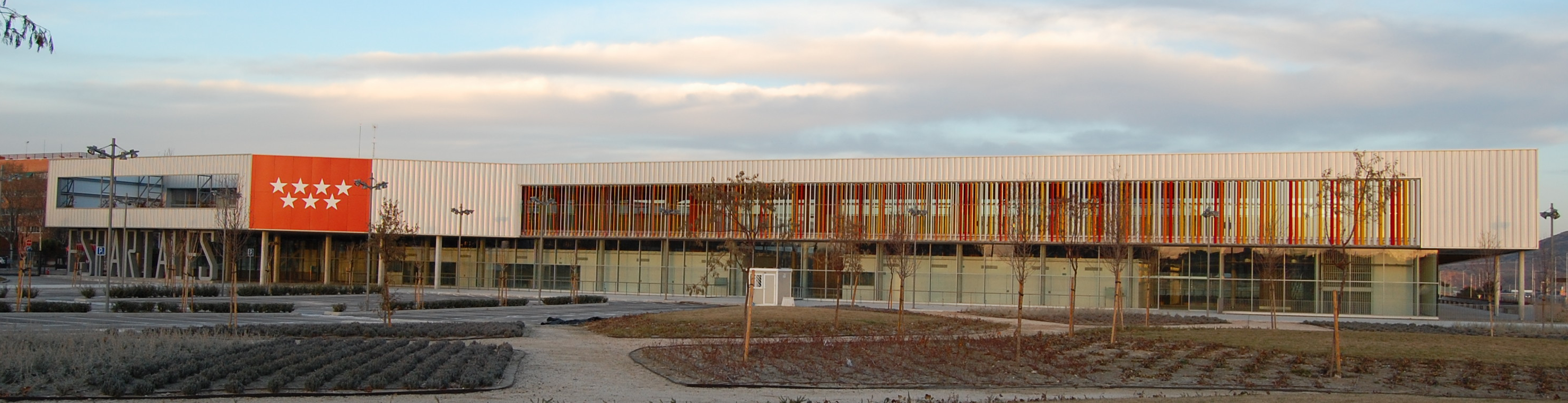
Ciudad deportiva municipal Espartales

Junto con el desarrollo Espartales Norte finalmente se construyó el Complejo Deportivo Espartales (antes "3ª Ciudad Deportiva Municipal Espartales") un conjunto polideportivo que cuenta hoy con varios campos de atletismo y fútbol sala, así como un pabellón de fitness, varias saunas y piscinas de verano y cubierta. Abrió al público el 29 de marzo de 2015,tras más de 10 años de retrasos y tres después de la completa finalización de la obra, por falta de presupuesto para personal.

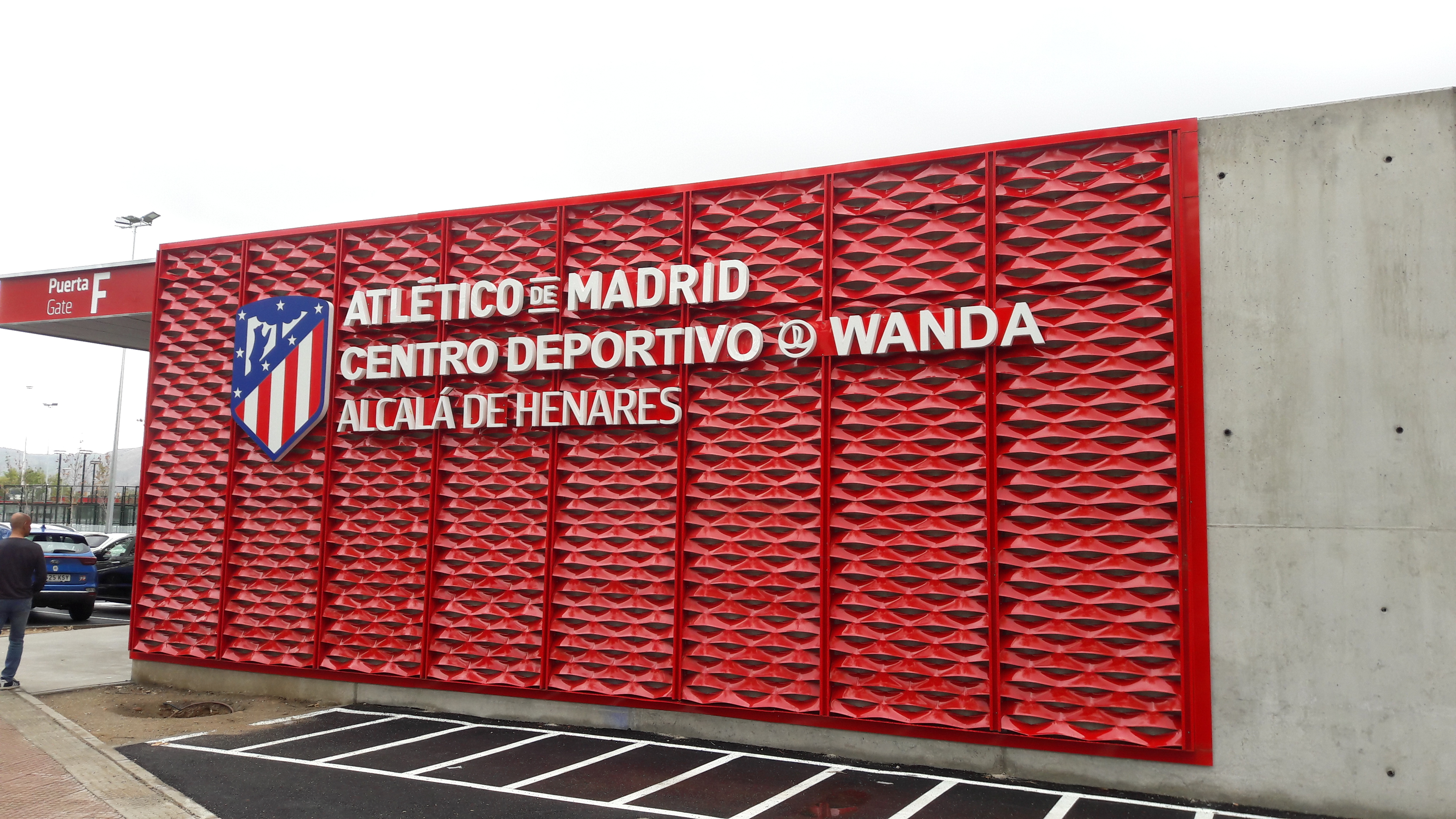
Entrada al centro deportivo Wanda Alcalá de Henares

Frente a la anterior, (y en terrenos que originalmente a ella estaban destinados) se inauguró en 2019 el nuevo centro deportivo del Atlético de Madrid, sede oficial de la Academia del equipo y de los encuentros del conjunto de fútbol femenino del club rojiblanco. Cuenta con 70 000 m² y un estadio principal con aforo para 2.700 personas, además de otros múltiples campos de juego e instalaciones auxiliares.
Adicionalmente el barrio cuenta con el Campo Municipal de Fútbol de Espartales, (junto a Carrefour) creado en 2007 y reformado en 2009 donde se juegan competiciones de equipos locales. Este campo es la sede de la SAD AV Espartales Sury está dotado de un campo de fútbol 11, dos de fútbol 7 y una pista de fútbol sala. 
Nuevas pistas deportivas públicas se instalaron asimismo frente al centro de salud.

## Servicios
Los escasos locales comerciales para el negocio de proximidad que existían en el desarrollo original (circunscritos casi exclusivamente a los aledaños de la plaza Reina M.ª Cristina) se vieron ampliados en gran medida con el desarrollo norte, donde han experimentado mayor auge. Hay dos grandes superficies comerciales en el límite sur (Carrefour y Alcalá Atenea) que reúnen oficina de correos, varios supermercados, restaurantes, servicios personales y del automóvil y bazares. 
En sus inmediaciones se encuentra también el único templo católico de la zona, de reconocida monumentalidad, consagrado a Santo Tomás de Villanueva, fraile agustino que fue el primer licenciado de la universidad alcalaína en alcanzar la santidad. En 2024 esta parroquia cumplió 25 años y con tal motivo el iconógrafo y sacerdote Ioan Gotia pintó el retablo, las pechinas y el arco que da acceso a la cúpula.   

## Comunicaciones

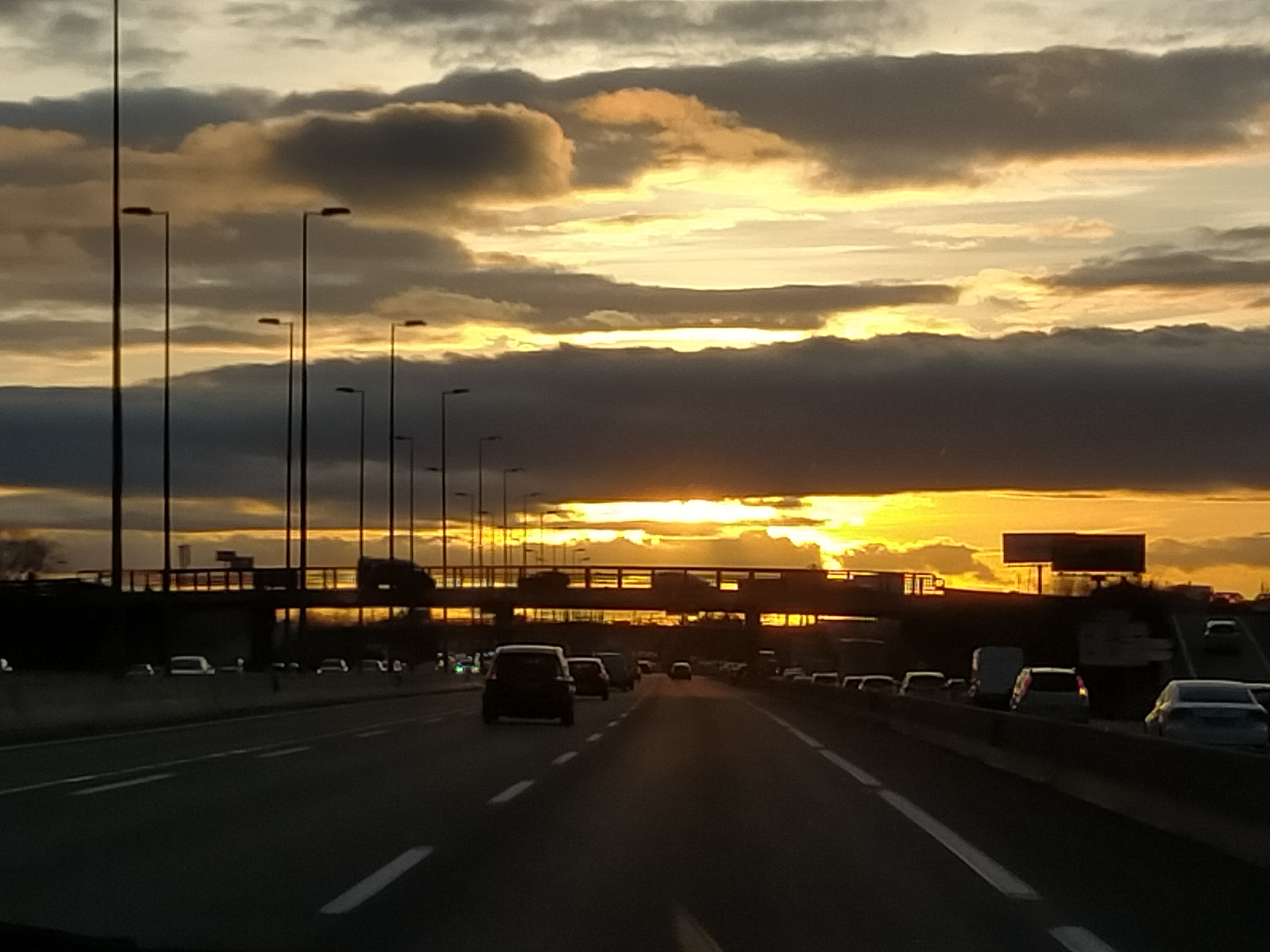
Puente de la Crta. de Camarma visto desde la

### Carretera
- Nacionales:  A-2   y  R-2
- Autonómica:  M-119  en dirección Camarma de Esteruelas, Valdeavero y Torrejón del Rey.
- Camino del Prado Carnicero, que sale de la avenida Alfonso VI y conecta con la Crta. de Meco  M-121  a un lado y con Camarma al otro, estando asfaltado hasta el colegio Sto. Tomás de Aquino[47] cruzando la R-2 a distinto nivel.
- Antiguo Camino de Camarma, histórica pista de tierra que sale de Pico Valsarón y conecta con la localidad vecina atravesando a distinto nivel la R-2 y después la vía trashumante Cañada Galiana.
- Camino del Sueño, pista de tierra que nace hoy en la avenida Miguel Ángel Blanco estrangulado por la construcción de la R-2, que lo interrumpe.

### Autobuses

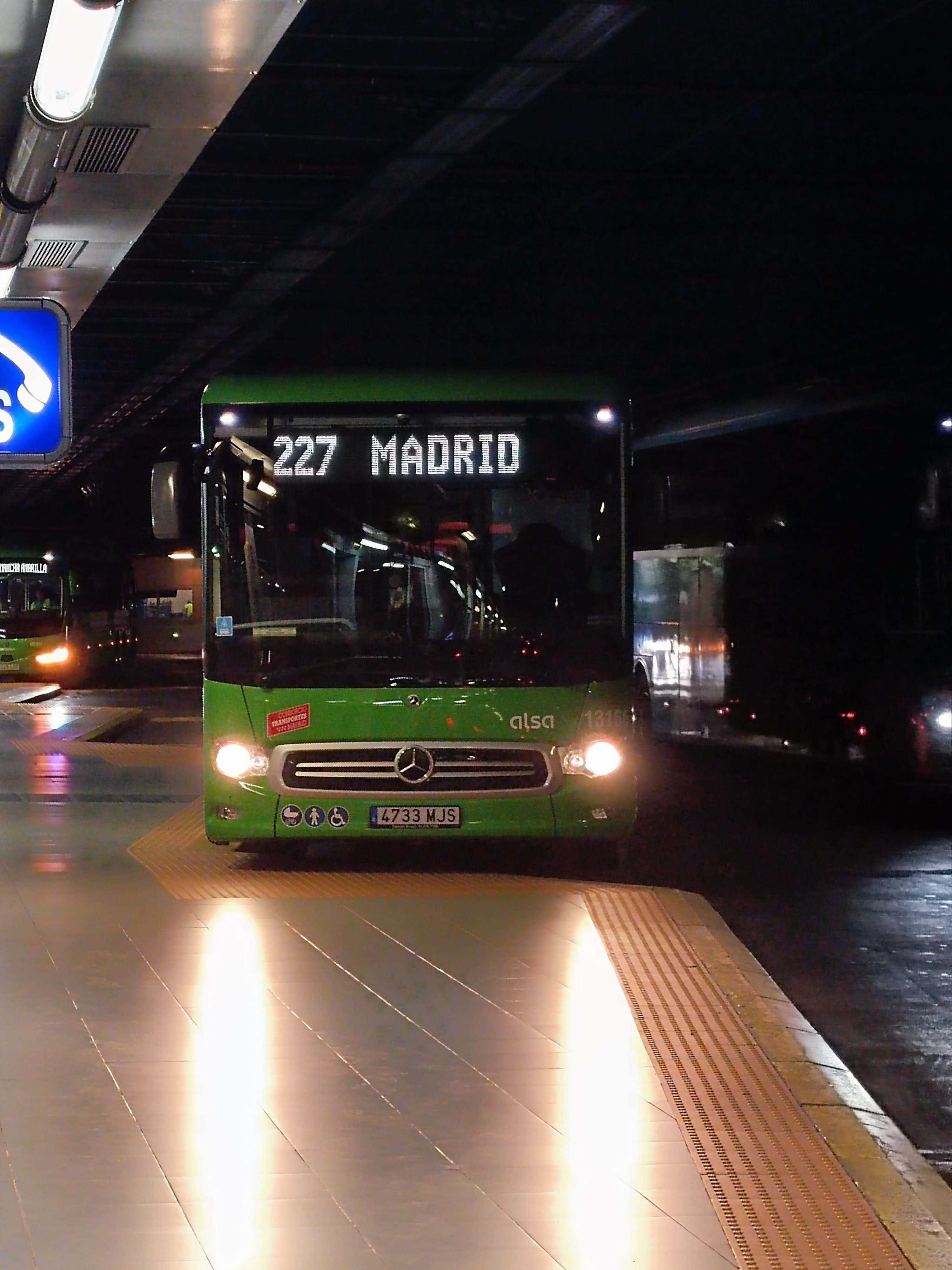
Autobús 227 llegando a Madrid procedente de Espartales

1A: Circular Alcalá de Henares (sentido horario)
1B: Circular Alcalá de Henares (sentido antihorario)
3:  Espartales ↔ Alcalá Univeridad ↔ Cuatro Caños
10: Espartales ↔ Estación ↔ Vía Complutense
7: Ensanche Norte ↔ Nueva Alcalá ↔ Cementerio Jardín
227: Alcalá de Henares (Espartales/Univ.) ↔ Avda. América (Madrid).
255: Alcalá de Henares ↔ Valdeavero ↔ Camarma de Esteruelas
En febrero de 2019, tras una larga reivindicación vecinal, se simplificó el recorrido de la línea 10 que ahora conecta en unos 15 minutos y sin más rodeos con la estación de Alcalá de Henares  que presta a su vez servicio hacia Madrid, Guadalajara y otras ciudades del entorno a través de las líneas   .
A 300 metros del barrio, en la parada de la Facultad Politécnica, nace la línea 824 que conecta con el aeropuerto Adolfo Suárez Madrid-Barajas sin trasbordo alguno (todos los días laborables). Se puede tomar también en la puerta del propio Hospital.